# Bánhorváti
Bánhorváti ist eine ungarische Gemeinde im Kreis Kazincbarcika im Komitat Borsod-Abaúj-Zemplén.

## Geografische Lage
Bánhorváti liegt in Nordungarn, 25 Kilometer nordwestlich des Komitatssitzes Miskolc und 9,5 Kilometer südwestlich der Kreisstadt Kazincbarcika an den nördlichen Ausläufern des Bükk. Nachbargemeinden sind Nagybarca und Dédestapolcsány.

## Geschichte
Im Jahr 1913 gab es in der damaligen Kleingemeinde 166 Häuser und 754 Einwohner auf einer Fläche von 1761 Katastraljochen. Sie gehörte zu dieser Zeit zum Bezirk Sajószentpéter im Komitat Borsod.

## Sehenswürdigkeiten

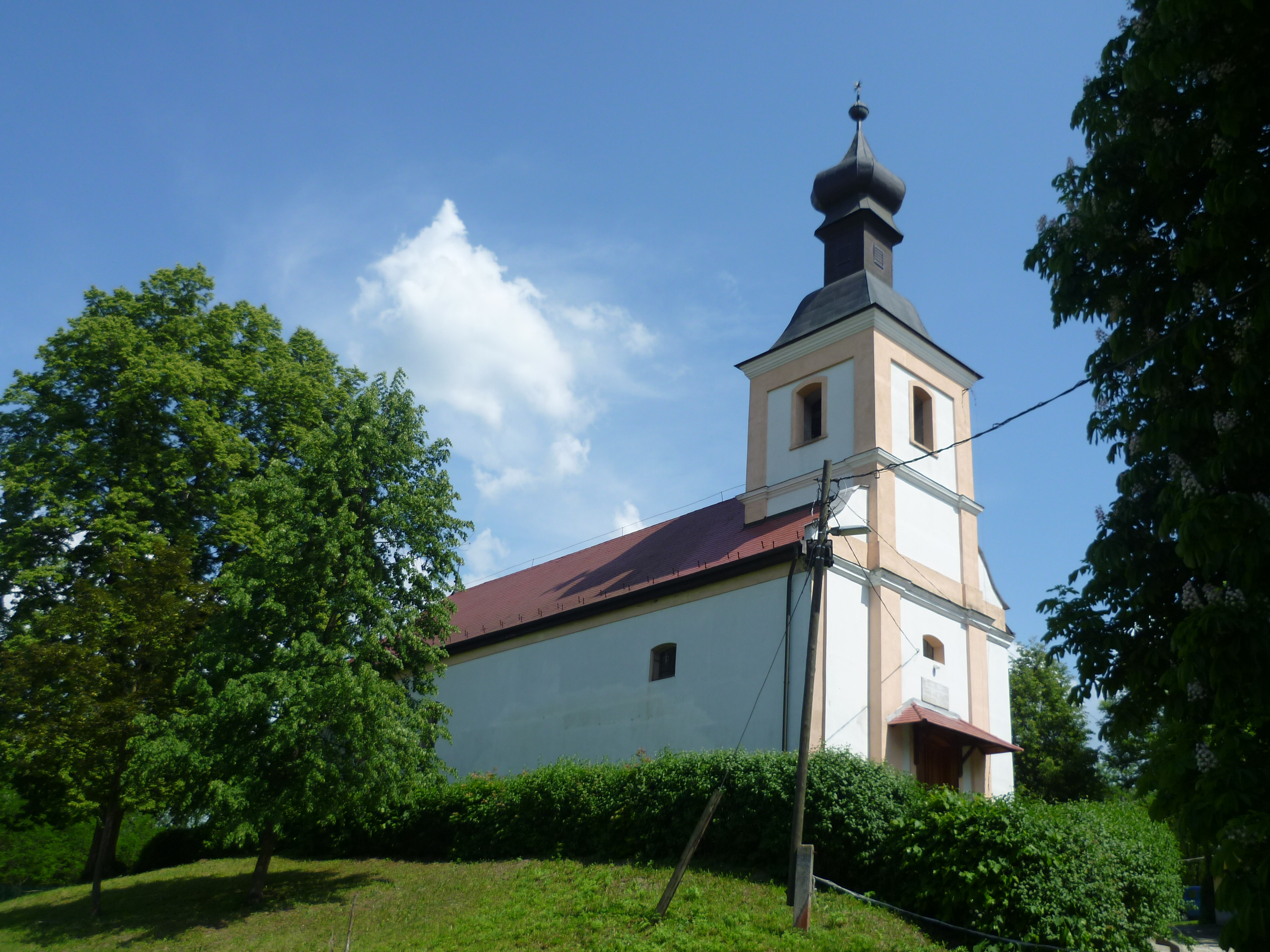
1848/1849er-Denkmal, erschaffen 1998 von Aladár Igó
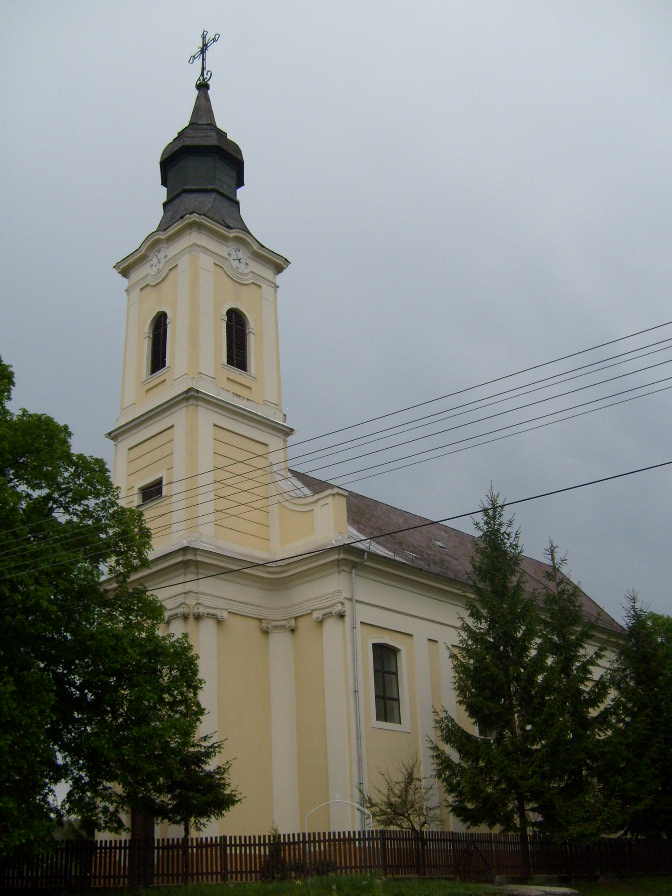
Gábor-Kazinczy-Reliefgedenktafel, erschaffen 1994 von Aladár Igó
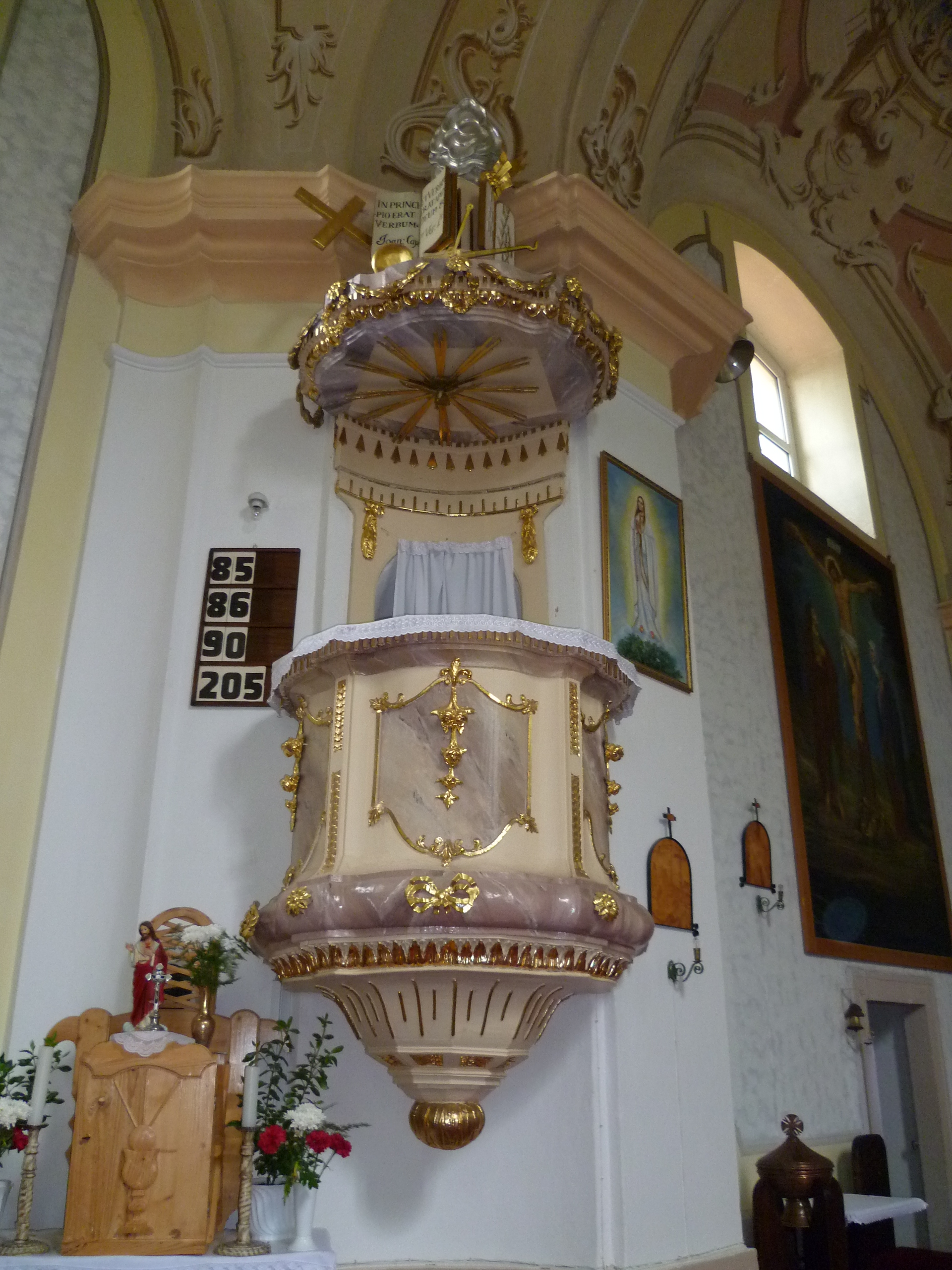
Reformierte Kirche
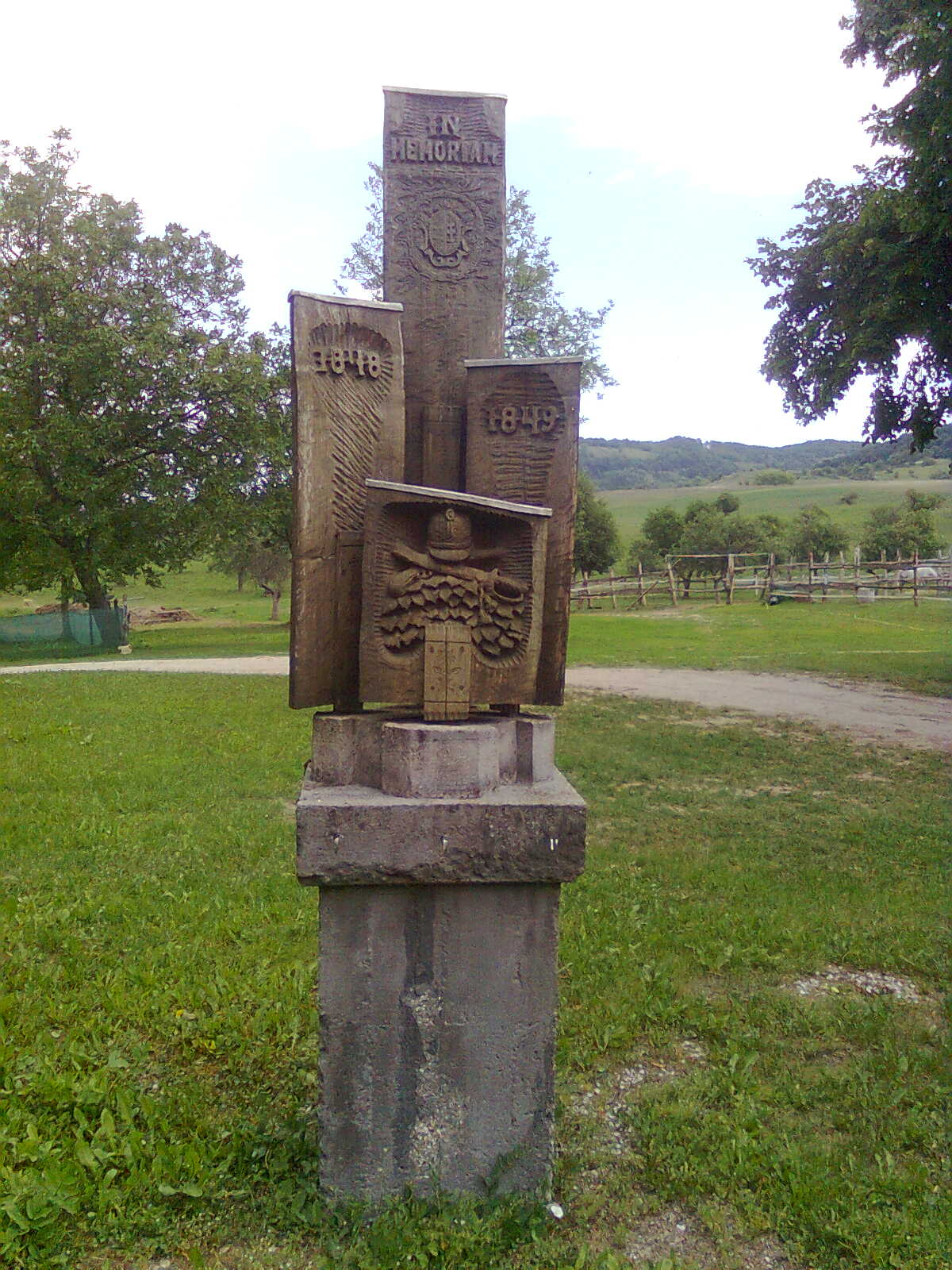
Römisch-katholische Kirche Szűz Mária neve, erbaut um 1780 im Zopfstil
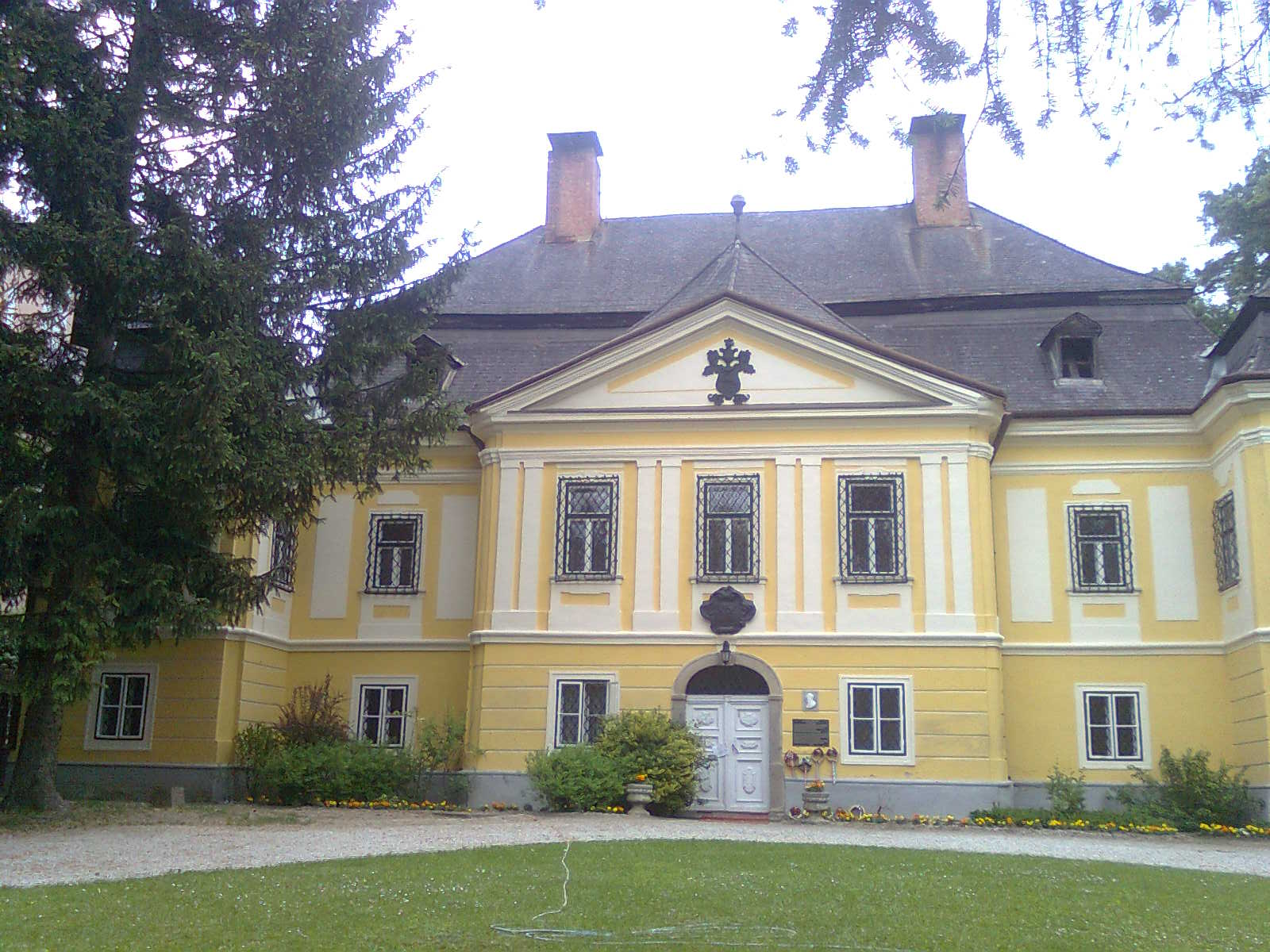
Schloss Platthy (Platthy-kastély)
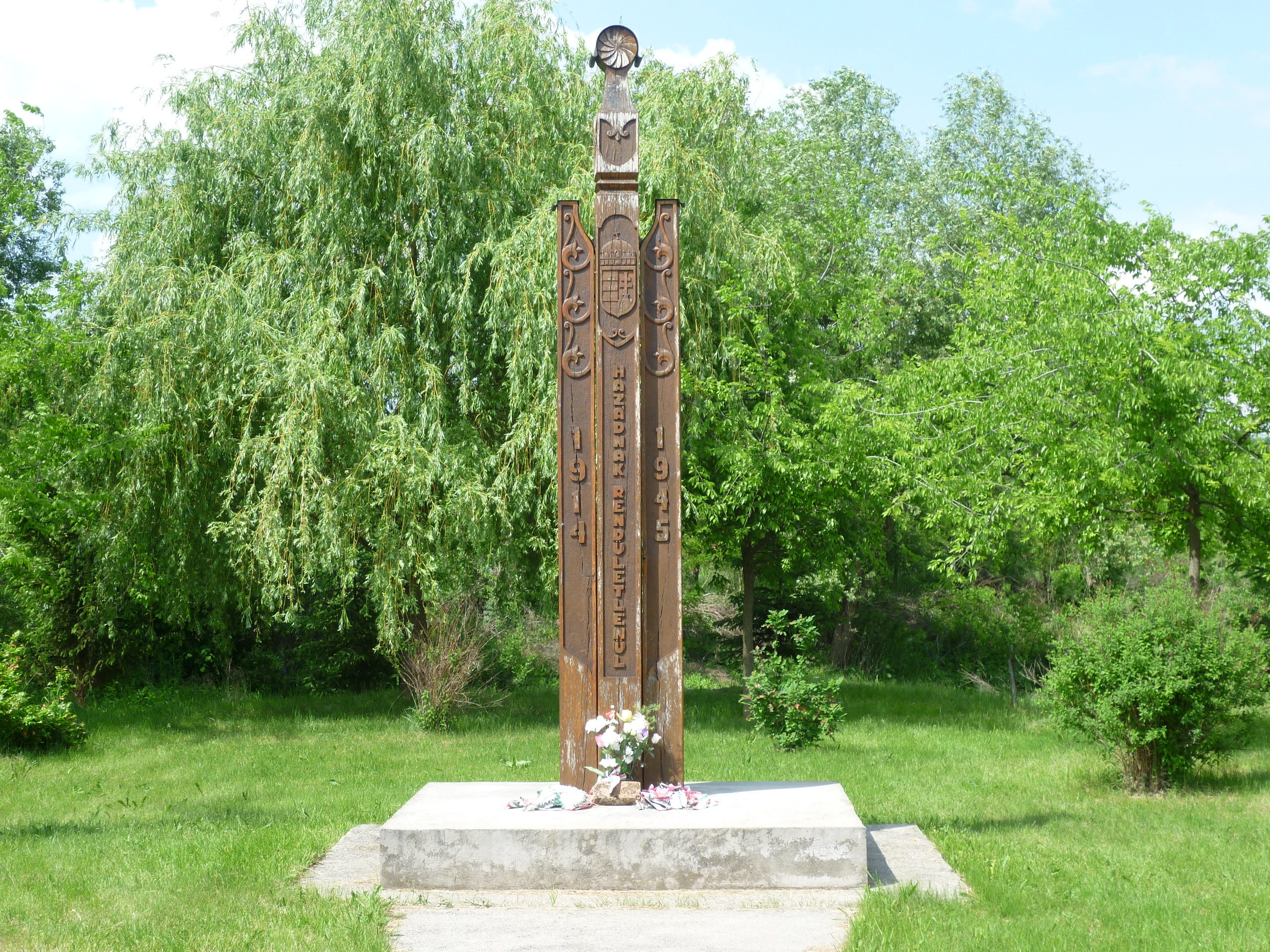
Weltkriegsdenkmal

- Reformierte Kirche
- Römisch-katholische Kirche Szűz Mária neve
- Kanzel in der katholischen Kirche
- 1848/1849er-Denkmal
- Schloss Platthy
- Weltkriegsdenkmal

## Verkehr
Durch Bánhorváti verläuft die Landstraße Nr. 2506. Es bestehen Busverbindungen über Nagybarca und Vadna nach Kazincbarcika sowie über Dédestapolcsány, Nagyvisnyó und Szilvásvárad nach Bélapátfalva. Der nächstgelegene Bahnhof befindet sich 7 Kilometer nordwestlich in Vadna.